# 아비코역 (오사카부)
아비코역(일본어: 我孫子駅, あびこ駅)은 일본 오사카부 오사카시 스미요시구에 있는 오사카 시 교통국의 역이다.
역 안내상의 표기가 히라가나 인것은, 지바현 아비코시의 동일본 여객철도(JR동일본) 아비코역과의 구별이 아니고, 난독인으로 인해 표기하게 되었다. 나카모즈 역, 난바 역과도 동일한 현상이다. 다만, 승차권 표시는 한문으로 표기된다.
역 부근에는 오사카 시 교통국 미도스지 선과 요쓰바시 선 차량 검수를 병설하는 아비코 차량 검사장이 있었다. 그 관계로 요쓰바시 선의 차량도 검사를 받기 위해, 다이코쿠초 역에서 이 역까지 회송 전철도 달리고 있었다.
1987년 나카모즈 역 연장 개통 전까지는, 가나오카 차고지(현재의 신카나오카 역 부근)앞에서 난카이 버스가 이 곳까지 노선 연장을 하고 있었다. 주위에 철도가 없었던 관계로, 사카이시 기타하나다, 신카나오카 지구에서 버스를 갈아타서 이 역을 이용하는 승객이 대부분 있었다.
현재 주 이용객은 스미요시 구민 외 근처의 히가시스미요시 구민이나, 일본성 택시의 버스가 노선 연장 하고 있는 관계로 근처에 있는 마쓰바라 시민들도 이용한다.
다음역인 기타하나다 역은 사카이 시로 들어가게 되므로, 미도스지 선 남측 오사카 시내의 마지막 역이 된다.
이 역부터 히가시미쿠니역까지 오사카 안에 들어가 있다.개통 당시 역 번호가 127이었다.

## 역 구조

### 승강장
상대식 승강장 2면 2선 지하역. 개찰구는 양쪽 승강장 각각 두 측단과 승강장 중앙을 포함해 총 4곳이 있어, 두 승강장은 남북으로 2개의 연결통로에서 연결된다.
1,3번 출입구가 북쪽에, 2,4번 출입구가 남쪽에 위치한다.
| 1 | 미도스지 선 (하행) | 나카모즈 방면                           |
| 2 | 미도스지 선 (상행) | 난바・우메다・에사카・미노오카야노 방면 |

## 아비코 검차장
당역의 나카모즈 방면에는 인상선이 2개 있어, 이전에는 아비코 차량 검사장과 묶고 있었다. 그 후, 나카모즈 연장 시 나카모즈 차량 검사장이 개설된 것으로, 아비코 차량 검사장은 폐쇄되어 동시에 출입구가 봉쇄되었다. 현재에도, 평일 아침8 ~ 9시대와 저녁17 ~ 19시대에는, 이 인상선을 이용한 당역 발착의 열차가 7왕복 편성으로 설정되어 있다. 또한, 낮·야간에 유치되는 열차도 있다. 그 이외의 평일(8편성) 및 토·공휴일(5편성)의 아비코 시발 열차는, 나카모즈 차량 검사장으로부터 회송된다.
현재 차량 검사장 철거지에는, 아사카추오 공원·스미요시 스포츠센터·오사카 시립 아비코미나미 중학교 등의 문교시설이 건설되고 있다. 아사카추오 공원에는, 30계의 3011호차(최종출고차)의 차량번호 플레이트 등의 기념비와 동상과 차바퀴가 서있다.

## 역 주변
- 지하철 아비코 역 중앙 상점가
- 오사카 시립 대학
- 간사이 의료 대학원 전문 학교
- 한와 기념 병원
- 대성관음사
- 오사카 시립 스미요시 스포츠 센터
- 아비코초역 - 당역으로부터 약 500m
- AOTS 간사이 연수 센터
- 아비코 공원
- 아사카추오 공원
- 사은 학원(보육원)

## 역사
- 1960년 7월 1일: 1호선(현재 미도스지 선)의 니시타나베 ~ 아비코 간 개통과 동시에 개업, 당시 종착역이었음.

1969년 12월 6일에 번호 변경.
- 1987년 4월 18일: 미도스지 선 나카모즈 역까지 연장 개통으로 중간역으로 전환, 동시에 아비코행 폐지 , 그러면서 아비코 차량기지 폐쇄, 현재 그 자리에는 스미요시공원과 아비코초등학교,중고등학교 등 복합시설 개시

## 사진
아비코역(오사카부)의 문서에 사진이 없습니다

## 인접역
| ■ 오사카 메트로 미도스지선 | ■ 오사카 메트로 미도스지선 | ■ 오사카 메트로 미도스지선   |
| -------------------------- | -------------------------- | ---------------------------- |
| M26 나가이 에사카 방면     |                            | 기타하나다 M28 나카모즈 방면 |

## 같이 보기
- 아비코역 (지바현) - 지바현 아비코시에 있는 동일본 여객철도 조반선・나리타선의 동명의 역.
- 아비코초역 (JR 서일본 한와 선)
- 아비코마에 역 (난카이 전기 철도 고야 선)
- 아비코미치 역 (한카이 전기 궤도 한카이 선)